# تپه تلوکی ۱
تپه تلوکی ۱ مربوط به عصر مفرغ است و در شهرستان دالاهو، بخش مرکزی، دهستان حومه، ۳ کیلومتری جنوب شرقی روستای چشمه سفید واقع شده و این اثر در تاریخ ۲۷ اسفند ۱۳۸۶ با شمارهٔ ثبت ۲۲۳۲۵ به‌عنوان یکی از آثار ملی ایران به ثبت رسیده است.